# Gynoplistia (Gynoplistia) jocosa
Gynoplistia (Gynoplistia) jocosa is een tweevleugelige uit de familie steltmuggen (Limoniidae). De soort komt voor in het Australaziatisch gebied.